# Korketrekkeren
59°58′28.2″N 10°40′44″Ø / 59.974500°N 10.67889°Ø
Korketrekkeren eller Korken (proptrækkeren eller proppen) er en kælkebakke i Oslo på ca. 2 500 meter, som går fra Frognerseteren Station til Midtstuen Station. Faldhøjden er på 255 meter. Kælkebakken bliver stort set klargjort hver morgen i vintersæsonen. Ansvarlig for vedligeholdelse er Oslo kommune. Nedenfor Midtstuen station er det også muligt at køre (kælke) videre ned til Skådalen Station. Denne tur kræver imidlertid krydsning af et boligområde og en bilvej.
Besøgende til Korketrekkeren kan leje kælke i Akeforeningens hus ved parkeringspladsen nedenfor Frognerseteren café eller hos Tomm Murstads center 100 meter nedenfor Frognerseteren station. Det er også muligt at bruge egne kælke. Eftersom hele området ved Frognerseteren, Holmenkollbakken og Tryvann er meget besøgt i vintersæsonen, kan parkering med egen bil være vanskelig. Adkomst via Holmenkollbanen er at foretrække, hvis man ikke har egen parkering. De besøgende tager normalt denne bane op fra Midstuen efter hver tur, så 24-timersbillet (eller anden periodebillet) købt på forhånd er at anbefale.
Allerede i 1920'erne blev der arrangeret store kælkekonkurrenser her, med optil 400 deltagere og 2 000 tilskuere. Til Vinter-OL i Oslo i 1952 blev der bygget en bob-bane længere østpå parallelt med øvre del af den nuværende skiløjpe fra Frognerseteren til Adamstuen. Den var da ca. 1508 meter lang. Det første verdensmesterskab i kælkning blev arrangeret i Korketrekkeren i 1955. Korketrekkeren er også blevet benyttet til motorcykel- og bilrace.

## Korketrekkeren blev ikke brugt under Vinter-OL 1952
Banen stod færdig for træningskørsel i februar 1951. Norge havde ingen erfaring med bobslæde og heller ingen udøvere før OL i St. Moritz i 1948. Arrangementskomitéen hyrede derfor Heinz Cattani og Emil Ingold, to schweiziske konstruktører med erfaring fra tilsvarende anlæg, til at bestemme hvor den bedste bane kunne ligge i terrænet. Banen fik 13 krængende kurver og en faldhøjde på 124 meter. Krængningerne blev anlagt med et lodret, indover-hældende overhæng, således at uheld kunne undgås.
Anlægskomitéen tog sig ikke råd til at bygge et permanent anlæg, men satsede i stedet på en løsning med en vandledning nedover hele anlægget, og en årlig gendannelse af en ny bane i sne. Når banen var færdigbygget i sne den aktuelle vinter, spulede man helt enkelt vand på og lod dette fryse. Vandledningen som løb parallelt med banen fik et stort antal udtag for vand. Den schweiziske ingeniør og bob-baneekspert Luigi Angelini var ansvarlig for opbygningen af banen til legene.